# Maria Peron
Maria Peron (Sant'Eufemia di Borgoricco, 28 marzo 1915 – San Bernardino Verbano, 9 novembre 1976) è stata un'infermiera e partigiana italiana.

## Biografia
Maria Peron nacque nel 1915 a Sant’Eufemia di Borgoricco in provincia di Padova il 28 marzo, a pochi mesi dallo scoppio della prima guerra mondiale, rimase orfana di padre molto presto poiché egli fu ucciso nel 1918 durante il conflitto in atto.
Dopo un’infanzia e un’adolescenza difficili e ricche di sacrifici concluse a Ravenna in compagnia della madre Enrica, i due fratelli e le due sorelle iniziò a frequentare la scuola per infermiere presso la Scuola – Convitto dell’ospedale Niguarda Ca’ Granda di Milano, adesso denominato Grande Ospedale Metropolitano Niguarda, dove nel 1942 ottenne il diploma con eccellenti voti e una condotta impeccabile.
Rimase poi in città anche a fine degli studi e proprio qui iniziò la carriera presso l’ospedale Niguarda lavorando come infermiera in sala operatoria alla stretta dipendenza del primario. Probabilmente, grazie a questa esperienza lavorativa riuscì ad acquisire una certa conoscenza nell’esecuzione degli interventi chirurgici.
Tuttavia gli anni '40, per le donne, non si rivelarono per niente un ambiente facile in cui lavorare e affermarsi a causa dell’avvento del regime Fascista che si imponeva per identificare la donna come colei con la sola funzione di procreare e badare alla famiglia. Inoltre dal mansionario rilasciato nel 1940 che definiva il campo d’azione degli infermieri emerge chiaramente l’intenzione di evidenziare come coloro che praticassero la professione infermieristica fossero totalmente dipendenti dal medico e che esercitavano dietro ordine di quest’ultimo. Dunque la giovane infermiera si ritrovò costretta a iniziare la sua carriera in un ambiente altamente discriminatorio.

### Il lavoro a Niguarda
Maria Peron si può definire cattolica praticante e molto devota alla religione che le era stata trasmessa dalla madre quando era piccola. Una convinzione conservata per tutta la vita. Per questo motivo, dal momento in cui iniziò a lavorare all'Ospedale Niguarda Ca' Granda, da subito percepì la sua professione come una missione più che un lavoro. Fu proprio questa sensazione, insieme alla sua scelta politica, a renderla una combattente per la libertà e a spingerla a dedicarsi ad aiutare i più deboli e coloro che erano i più bisognosi di soccorso dopo l'armistizio di Cassibile dell'8 settembre 1943, ovvero i perseguitati politici, gli ebrei, uomini, donne, bambini e partigiani.
In quello stesso anno, infatti, Maria si era unita ai Gruppi d'Azione Partigiana (G.A.P.), comandati da Mario Sangiorgio, che si occupavano della fuga di ebrei e prigionieri politici del carcere di San Vittore di Milano verso la Svizzera. Il piano per l'evasione prevedeva come prima fase il ricovero a Niguarda con un inganno: venivano trasportati con la diagnosi di febbre alta che in realtà era stata procurata dai medici del carcere, membri dell'organizzazione clandestina, strofinando tabacco sotto l'ascella dei detenuti. Arrivati in ospedale venivano poi forniti di abiti rubati dalla camera mortuaria e aiutati a fuggire.
Maria per mesi collaborò alla fuga di molti prigionieri, e nemmeno il fatto che nell'aprile del 1944 i nazifascisti, insospettiti, aumentarono i controlli e arrestarono alcuni membri dell'organizzazione riuscì a fermarla dal salvare vite. Tuttavia non molto tempo dopo anche lei venne scoperta e si ritrovò costretta alla fuga, aiutata dalle suore e dal C.L.N. della zona, verso le montagne piemontesi della Val Grande, dove combattevano le divisioni partigiane del Valdossola, la Giovine Italia e la Cesare Battisti.

### L'esperienza partigiana in Val Grande

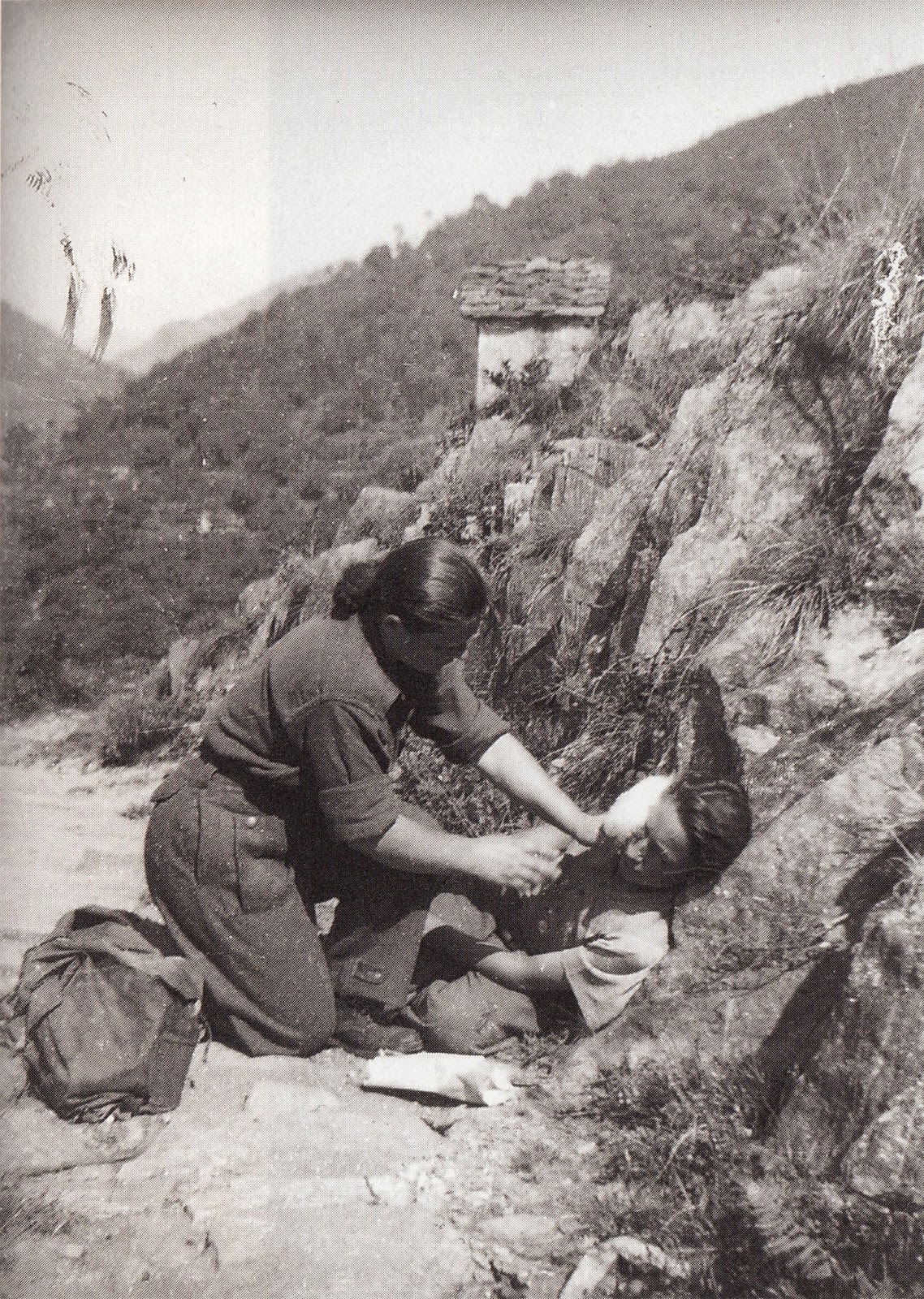
Maria Peron medica un ferito in Val Grande.

Dopo un lungo viaggio con qualche fiala e medicinale nascosto sotto la giacca, Maria arrivò alle tre di notte all'alpeggio di Orfalecchio, dove la aspettava Dionigi Superti, comandante del Valdossola, la divisione alla quale si sarebbe unita. Fu la prima donna a unirsi ai partigiani nelle montagne dell'Ossola.
Il mattino seguente Maria venne condotta in una piccola baita dove giacevano i feriti e gli ammalati, ma viste le condizioni igieniche lei pensò che quella non poteva essere un'infermeria.
Maria iniziò da subito a organizzare numerose e piccole infermerie in modo che fossero pulite e accoglienti. Si procurò poi delle stecche per ingessare coloro che avevano una frattura, aveva preso contatti con il dottor Chiappa di Intra che le fece avere in breve tempo alcool, cotone e medicinali, prese dei vecchi paracadute e li strappò in pezzi; con il tessuto ne ricavò numerose garze.
In brevissimo tempo Maria Peron riuscì a dar vita a un pronto soccorso in grado di rispondere ai bisogni presentati dalla formazione partigiana. Dunque, ora l'infermeria non era più un lazzaretto, ma un luogo dove ci si recava per guarire. A questi combattenti curava le ferite, estraeva le schegge dei proiettili, si occupava di fare iniezioni contro le infezioni o antitetaniche, li fasciava, li medicava, curava febbre, bronchite e polmonite.
La presenza di una vera infermiera fra i partigiani fu motivo di chiacchiere, al punto da far arrivare velocemente la notizia a Intra. Questo stimolò maggiormente chi già aveva molta attenzione nei confronti della causa partigiana, a fornire materiali e aiuto. In pochissimo tempo quindi il lavoro di Maria si rivelò apprezzatissimo da tutti, partigiani e alpigiani, poiché lei curava tutti senza distinzione.
Numerosi furono i tentativi dei nemici di riconquistare la Repubblica partigiana dell'Ossola e vennero condotti con diversi e aggressivi rastrellamenti nei quali Maria si ritrovò coinvolta, il più disastroso fu quello del giugno 1944.
Quell’estate rimasero uccisi, anche in modo brutale, moltissimi partigiani e Maria coi suoi feriti si ritrovò costretta a muoversi in continuazione fra le rocce appuntite delle cime della Val Grande per non essere catturata. L’infermiera spesso rischiò la sua vita per aiutare i compagni o anche solo per procurare loro del cibo nei paesini ai piedi delle montagne che spesso erano controllati da nazifascisti che ormai conoscevano il suo volto e la stavano cercando.
Fu proprio durante il rastrellamento di giugno che Maria Peron compì una delle sue imprese più grandi prestando soccorso al partigiano Cesare Scampini, ferito nella battaglia di Ponte Casletto l’11 giugno.
Quando lo raggiunse l’infermiera lo visitò accuratamente e constatò come avesse subito una perforazione addominale, oltre a rilevare evidenti segni di peritonite in atto.
Decise quindi che bisognava tentare l’intervento chirurgico, così cominciò l’operazione nella penombra di un fienile: una laparotomia senza la somministrazione di anestesia e senza l’utilizzo di guanti, in più non disponeva nemmeno di tutti gli strumenti necessari.
Fatta l’incisione, Maria la tenne aperta con i divaricatori, posizionò un drenaggio chirurgico e con l’utilizzo di graffette ricucì i punti lacerati dal proiettile. Appena finito l’intervento si accorse però della presenza di abbondanti tracce ematiche nelle urine, quindi capì che c’era di più, ovvero una perforazione renale.
Era dunque ancora più grave di quanto avesse immaginato inizialmente, così prese coraggio e praticò un’iniezione che si rivelò efficace, salvandogli la vita.

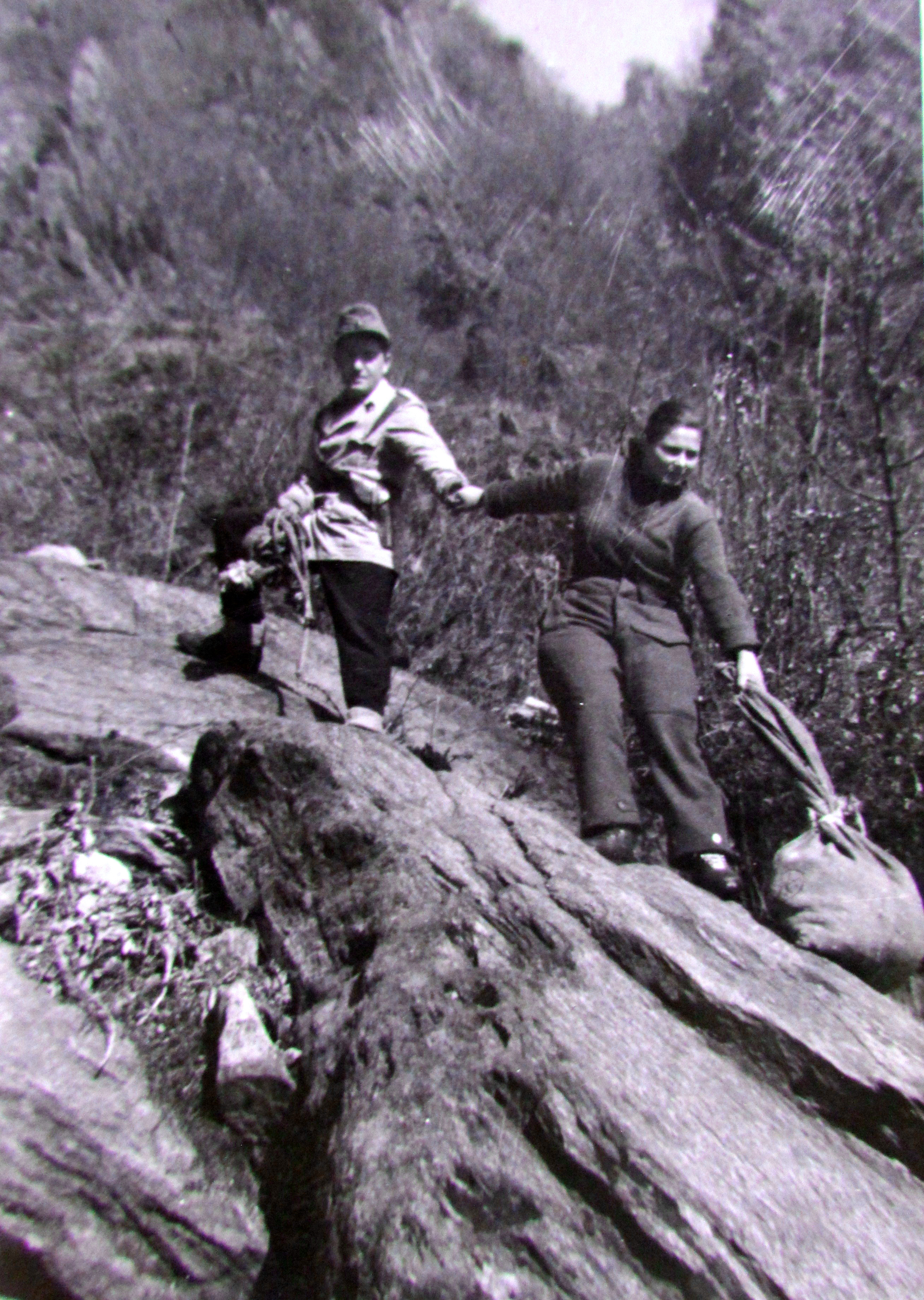
Maria Peron con Laurenti Giapparize.

Fra i vari feriti di cui Maria Peron si occupò in Val Grande c’era anche un uomo di nome Laurenti Giapparize, un georgiano rapito dall’esercito tedesco e arruolato con la forza. Da qualche tempo, era riuscito a fuggire e si era unito ai partigiani. Era stato curato da Maria poiché era stato ferito alla mano destra (che richiese l’amputazione della falange distale sinistra) e alla spalla. 
Così nacque l’affetto fra i due che decisero di sposarsi il 15 agosto del 1945 nella piccola chiesa di Cicogna, dopo la liberazione, e in poco tempo ebbero due figli.
Maria cercò poi di tornare a lavorare all’ospedale Niguarda di Milano ma la sua domanda venne rifiutata, così trovò lavoro presso la radiologia della Mutua di Laveno, ma la presenza di vecchi macchinari difettosi le causarono una malattia da radiazioni ionizzanti alle mani che le tolse la vita il 9 novembre 1976, a soli 61 anni, nella città di Verbania.
Oggi è sepolta col marito nel cimitero di Intra a Verbania.

## Onorificenze

### Targhe commemorative

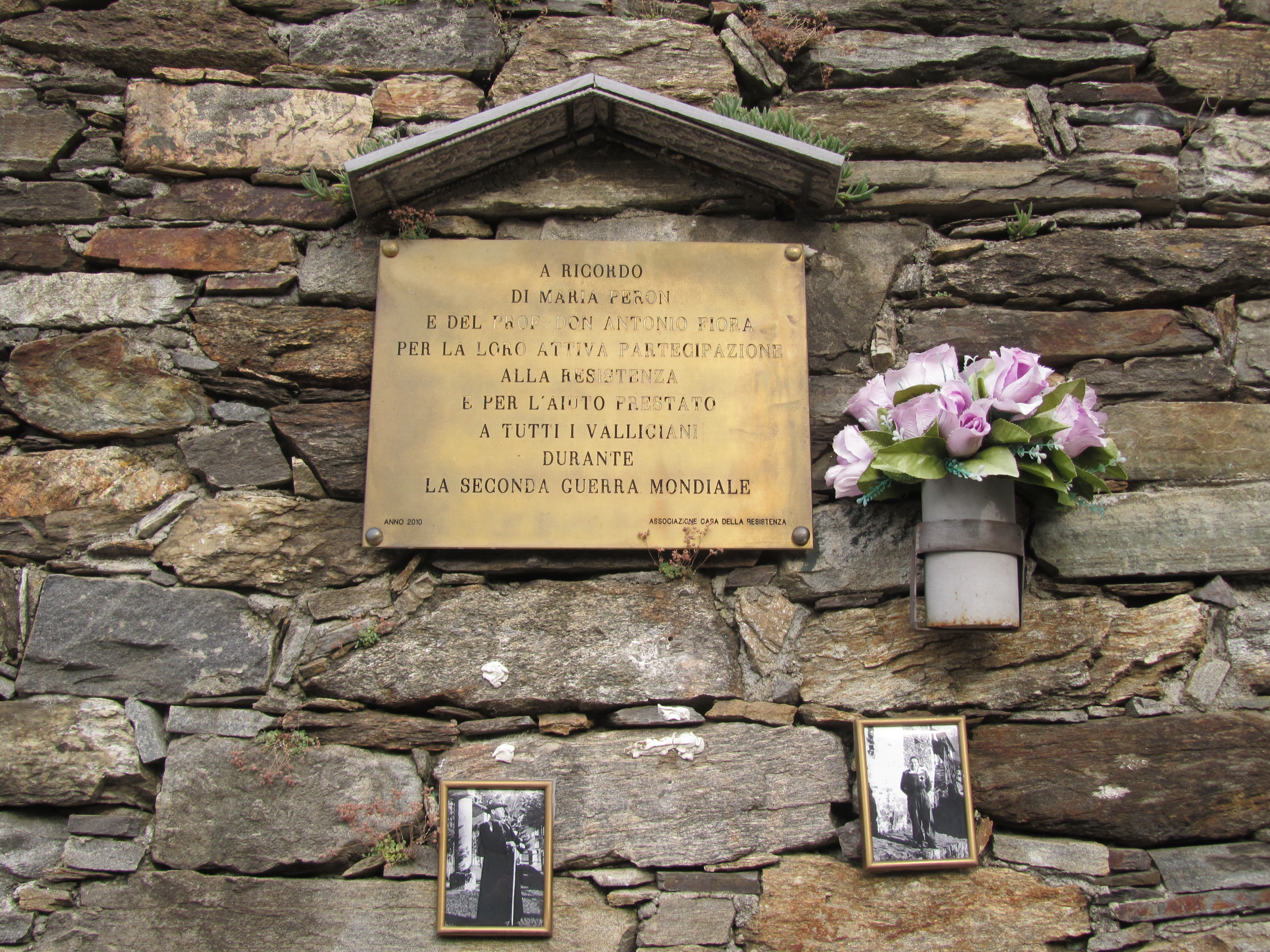
Targa dedicata a Maria Peron e don Antonio Fiora posta nel 2010 dall'Associazione Casa della Resistenza all'ingresso dell'abitato di Cicogna.

A Maria Peron sono state dedicate una serie di targhe commemorative collocate nel territorio del Verbano-Cusio-Ossola.
Per prima, la targa posizionata a Cicogna, frazione del comune di Cossogno. La si incontra appena dopo aver svoltato l'ultimo tornante che conduce al piccolo borgo di montagna. A Rovegro, nel comune di San Bernardino Verbano, sul muro della stazione della Guardia Forestale si trova un'altra targa che la ricorda per il suo operato in Val Grande. Nel cimitero di Intra, sulla tomba dove è sepolta, è stata posta la lapide commemorativa come crocerossina dell'85ª Brigata Garibaldi "Valgrande Martire".
Infine, all'esterno della scuola elementare di Verbania che porta il suo nome, si trova la targa commemorativa che le è stata dedicata in occasione dell'intitolazione dell'istituto.